# Falko Nolte
Falko Nolte (Potsdam, RDA, 25 de julio de 1983) es un deportista alemán que compitió en remo. Ganó una medalla de plata en el Campeonato Europeo de Remo de 2011, en la prueba de scull individual.

## Palmarés internacional
| Campeonato Europeo | Campeonato Europeo | Campeonato Europeo | Campeonato Europeo |
| Año                | Lugar              | Medalla            | Prueba             |
| ------------------ | ------------------ | ------------------ | ------------------ |
| 2011               | Plovdiv (Bulgaria) | Medalla de plata   | Scull individual   |